# Солнцева, Людмила Ивановна
Людми́ла Ива́новна Со́лнцева (24 марта 1927, Москва — 26 октября 2009, там же) — советский и российский тифлопсихолог, тифлопедагог.

## Биография
- Родилась в семье служащего.
- Школьное обучение Л. И. Солнцевой приходится на 1935—1945 гг.
- С начала Великой Отечественной войны по сентябрь 1942 г. Людмила Ивановна вместе с матерью находилась в деревне Кочкорово.
- После окончания школы Людмила Ивановна поступила в Московский государственный университет им. М. В. Ломоносова на очное психологическое отделение философского факультета. Училась у А. В. Запорожца, П. Я. Гальперина, А. Р. Лурии, С. Л. Рубинштейна, Б. М. Теплова, П. К. Анохина, А. Н. Леонтьева, А. А. Смирнова и др.
- Параллельно с обучением в вузе Л. И. Солнцева преподавала психологию и логику в девятых и десятых классах школы № 644 г. Москвы.
- Окончила психологическое отделение философского факультета МГУ в 1950 году.
- Поступила в аспирантуру кафедры психологии Московского педагогического института им. В. П. Потёмкина.
- В 1953 г., завершив обучение в очной аспирантуре, защищает диссертацию по теме «Особенности произвольного и послепроизвольного внимания», Л. И. Солнцева некоторое время работала в справочно-библиографическом отделе Государственной библиотеки СССР им. В. И. Ленина.
- В 1960 году Л. И. Солнцева поступает на работу в Научно-исследовательский институт дефектологии АПН РСФСР в лабораторию психологии глухих.

Вскоре М. И. Земцова предложила Л. И. Солнцевой перейти на работу в её сектор обучения и воспитания слепых и слабовидящих детей.
- В 1978 году защищает докторскую диссертацию на тему: « Развитие компенсаторных процессов у слепых детей дошкольного возраста».
- С 1979 года Л. И. Солнцева возглавляет лабораторию обучения и воспитания слепых детей Научно-исследовательского института дефектологии АПН СССР.
- В 1988 году Л. И. Солнцева становится профессором, а в 1993 году избирается членом-корреспондентом РАО.

## Научная деятельность
Вклад в развитие тифлопсихологии
Л. И. Солнцева прослеживая динамику психического развития слепых детей, пришла к убеждению, что заметные различия между общим психическим статусом слепых и зрячих в раннем возрасте постепенно сглаживаются вследствие улучшения динамики психического развития детей данной категории.
Л. И. Солнцева разработала теорию компенсации слепоты в раннем и дошкольном возрасте.
Исследование Л. И. Солнцевой формирования компенсаторных процессов, у слепых детей начиная с раннего детства, показало, что систему работы по компенсации слепоты следует создавать на основе анализа психологических требований, предъявляемых детям различными видами деятельности каждого возраста, того, насколько и как они владеют совокупностью операций и способов, с помощью которых осуществляется деятельность, а также каковы психические процессы, которые эти способы деятельности контролируют, регулируют и направляют.
Исследования М. И. Земцовой и Л. И. Солнцевой показали, что Компенсация слепоты по своей сути не является замещением одних функций другими, а представляет собой создание на каждом этапе развития ребёнка новых сложных систем связей и взаимоотношений сенсорных, моторных, логических структур, позволяющих воспринимать и адекватно использовать информацию, поступающую от внешнего мира.
Л. И. Солнцева выделила 4 стадии компенсации слепоты, наблюдавшиеся в раннем и дошкольном возрасте. Каждая из них представляет собой сложную систему способов осуществления деятельностей, доступных детям.
- Первая стадия в системе компенсации слепоты обеспечивает слепому ребёнку создание широких интермодальных и интрамодальных связей, позволяющих ему активно реагировать на комплексы раздражителей внешнего мира и своевременно подготавливаться к важным жизненным актам. На этой стадии компенсации слепоты в её системе ещё нет иерархической структуры и соподчинения её компонентов. В этот период особого внимания заслуживает образование связей «предмет — звук», на развитие которых отсутствие зрения не оказывает прямого влияния. Независимо от зрения формируется также и моторная сфера ребёнка, что обеспечивает ей синхронность развития у слепого и зрячего и приводит к такому уровню сенсо-моторной деятельности, который позволяет слепому ребёнку осуществлять выделение и дифференцирование звуковых признаков предметов окружающего мира. С этим связан переход ребёнка на вторую стадию компенсации слепоты, который осуществляется примерно в возрасте 5-6 месяцев. У зрячего же ребёнка выделение и дифференцирование отдельных признаков предметов возникает ранее (в 3-4 месяца) и связано с развитием и функционированием зрения.
- Вторая стадия в системе компенсации слепоты направлена на развитие и дифференцирование восприятий различных модальностей, поступающих от всех сохранившихся анализаторов. На протяжении длительного времени (до 3-летнего возраста) у слепого ребёнка складываются умения соотносить дифференцированные восприятия с предметами внешнего мира и использовать их в своей деятельности. В этот период очень медленно формируются сенсо-моторные эталоны и наблюдается значительное отставание слепого от зрячего, так как отсутствие зрительного контроля приводит к замедленному формированию двигательной сферы, его локомоций и мелких движений рук, сказывается на ориентировке в пространстве, что также отражается на уровне предметной деятельности, которая значительно отстаёт я практически не становится ведущей. Компенсация недостатков развития, возникающих в этот период из-за слепоты, может осуществляться за счёт развития слухового восприятия и речи, активно развивающихся в этот период. При этом огромное значение в эмоциональном общении слепого ребёнка со взрослым начинает играть роль, именно, как средство дистантного общения, обеспечивающего ребёнку получение «обратной связи», и тем самым стимулирующего активнее познание им внешнего мира, Способность на основании выделения отдельных признаков предметов узнавать знакомые предметы, соотносить их со словесным обозначением и сохранять их в памяти обеспечивает слепому ребёнку переход к третьей стадии компенсации.
- Третья стадия в системе компенсации слепоты характеризуется дальнейшим развитием сенсорики слепого, использованием при восприятии предметных предэталонов. Расширяющийся запас слов, связь их с предметным миром и закрепление их в памяти обеспечивает слепому появление игровой деятельности и возможности представлять предметы в их отсутствие. У него появляется способность оперировать образами в воображаемой ситуации. Однако значительную роль все ещё играют предметы, игрушки, модели, схематично изображающие реальные объекты и служащие опорой для воссоздания ситуации. Большое место в связи с этим занимают практические действия и манипуляции с предметами для выяснения их скрытых свойств, то есть использование наглядно-действенного способа сознания. Внутри этой стадии начинает формироваться способность активного оперирования образами представлений, то есть появляется наглядно-образное мышление, что свидетельствует о переходе слепого ребёнка к четвёртой стадии компенсации слепоты, наблюдавшейся нами в дошкольном возрасте.
- Четвёртая стадия системы компенсации слепоты характеризуется активным включением речи, памяти, мышления, как в наглядно-практической, так и в наглядно-образной и понятийной форме в сенсорное отражение внешнего мира. Использование при восприятии общественно выработанных эталонов, основанное на интеллектуальном анализе воспринимаемого, создание специфических способов решения сенсорных задач о использованием плана представлений, умение соотносить воспринимаемые объекты о образами прошлого опыта, подчинять свои действия плану и правилу становится основой системы компенсации слепоты в дошкольном возрасте и позволяет создать слепому целостное представление об окружающем мире[3].

Исследование Л. И. Солнцевой сигнальной функции слухового восприятия детьми дошкольного возраста показало, что она развивается от характеристики звука без соотнесения с предметом к характеристике одного из взаимодействующих объектов (инструмент, орудие или объект) и затем к обозначению взаимодействия объектов.
Исследования Л. И. Солнцевой показали, что осязание является мощным средством компенсации не только слепоты, но и слабовидения. В процессе учебной и трудовой деятельности слепой больше использует тактильную чувствительность, что создаёт эффект сенсибилизации. Безусловно, такое повышение чувствительности связано с теми участками кожи, которые более активно участвуют в деятельности. Наибольшее повышение чувствительности обнаружено на пальцах рук, что связано с обучением чтению рельефно-точечного шрифта Брайля.
Л. И. Солнцева исследовала особенности осязания при чтении брайлевского шрифта, дающего возможность слепому приобщиться к мировой культуре. Процессы, связанные с изучением чтения рельефно-точечного шрифта по системе Брайля. Исследование Л. И. Солнцевой произвольного запоминания сочетания точек в браилевском шеститочии показало что, слепые лучше запоминали и воспроизводили фигуры, имеющие более четкие и завершенные геометрические формы.
Единственное в отечественной тифлопсихологии исследование пространственной ориентировки слепых детей раннего и дошкольного возраста проведено Л. И. Солнцевой, где показаны характеристики ориентации в пространстве начиная с первых месяцев их жизни. Уже к 5 —6 месяцам у слепых детей формируется первая система ориентации в пространстве. Дети к этому возрасту способны практически различать вертикальное и горизонтальное положение.
Генетическое рассмотрение процессов формирования мышления слепых детей дошкольного возраста (Л. И. Солнцева и С. М. Хорош) показало зависимость его развития от компетентного воспитания в раннем и дошкольном возрасте, учитывающего особенности как типичные для детей этой категории, так и индивидуальные, присущие тому или другому ребёнку.
Л. И. Солнцева показала что, в дошкольном возрасте у слепых взаимозаменяемыми формами ведущей деятельности являются предметная и игровая. Положительная развивающая роль игры связана с возникновением компенсаторных процессов.
Вклад в развитие тифлопедагогики
Результаты исследований Л. И. Солнцевой были использованы для разработки:
- программы воспитательной работы для слепых детей дошкольного возраста (проект). Совместно с группой сотрудников лаборатории;
- программы факультативного курса дошкольной тифлопедагогики для дефектологических факультетов педагогических ВУЗов (совместно с В .А .Феоктистовой);
- программы воспитательной работы в одногодичной дошкольной группе в школах слепых;
- методики работы со слепыми детьми старшего дошкольного возраста;
- методических указаний для работы по программам воспитания слепых детей дошкольного возраста.

## Труды
- Солнцева Л. И., Семёнов Л. А. Психолого-педагогические основы обучения слепых детей ориентированию в пространстве и мобильности . -М.: ВОС, 1989. — 80 с.
- Солнцева Л. И. Развитие компенсаторных процессов у слепых детей дошкольного возраста: Автореферат дис. … д.психол.н./НИИД АПН СССР.- М., 1978.
- Солнцева Л. И. Слепые и слабовидящие дети со сниженной умственной работоспособностью . — М.: Институт коррекционной педагогики. РАО., 1998
- Солнцева Л. И. Тифлопсихология детства. М.: «Полиграф сервис», 2000.